# Trixie Motel
Trixie Motel je američka reality emisija koja prati Trixie Mattel u renovaciji motela u kalifornijskom gradu Palm Springsu. Emisija je objavljena 2022. godine na usluzi Discovery+, a u Hrvatskoj se premijerno prikazala na programu TLC-a 22. ožujka 2023. godine. Dostupna je i na Maxu. 

## Pozadina
Američki drag izvođač i glazbenik Brian Firkus, poznatiji pod umjetničkim imenom Trixie Mattel, sa svojim partnerom je godinama maštao o otvorenju vlastitog motela koji bi bio inspiriran njegovom drag estetikom. Godine 2020. njegov partner David Silver pronašao je idealnu nekretninu u Palm Springsu koju će zajedno s Trixie pretvoriti u „Trixie Motel”. Emisija prati proces renovacije i uređenja motela, a svaka soba u motelu ima svoju priču i jedinstvenu estetiku.

## Uloge

### Glavne uloge
- Trixie Mattel
- David Silver
- Brandon Lim
- Dani Dazey
- David Rios

### Gostujuće uloge
U svakoj epizodi pojavljuje se nekoliko poznatih američkih ličnosti koje sudjeluju u renovaciji i daju savjete o istoj.

#### 1. epizoda
- Lisa Vanderpump
- Old Gays
- Andrew i Nicole Norman

#### 2. epizoda
- Nicole Byer, glumica i komičarka
- Mo Heart, drag kraljica iz emisije RuPaul's Drag Race
- Nicholas Scheppard i Jenson Titus
- Vania Nasution i Jessica Stevens

#### 3. epizoda
- Orville Peck, pjevač
- Brittany Broski

#### 4. epizoda
- Jaida Essence Hall, drag kraljica iz emisije RuPaul's Drag Race
- Juno Birch, britanska drag kraljica
- George Schneider
- Val Zlomaniec, Trixina majka
- Samantha Zlomaniec, Trixina sestra
- Nicholas Scheppard i Jenson Titus
- Christy Holstege, gradonačelnica Palm Springsa

#### 5. epizoda
- Jonathan Scott
- Zooey Deschanel, pjevačica i glumica
- Iggy Azalea

#### 6. epizoda
- Leslie Jordan, glumac i pisac
- Belinda Carlisle, glazbenica
- Ashley Levy
- Tomas Costanza

#### 7. epizoda
- Gigi Gorgeous
- Jonathan Bennett, glumac
- James Vaughan

#### 8. epizoda
- drag kraljice iz emisije RuPaul's Drag Race: Jaymes Mansfield, Katya Zamolodchikova, Bob the Drag Queen, Manila Luzon, Kim Chi, Alaska, Brooke Lynn Hytes
- Juno Birch, britanska drag kraljica
- Emily Hampshire, glumica
- Fena Barbitall, drag kraljica
- Nicholas Scheppard i Jenson Titus

## Epizode
| Br. u seriji | Br. u sezoni | Naslov                | Američki nadnevak prikazivanja | Hrvatski nadnevak prikazivanja |
| ------------ | ------------ | --------------------- | ------------------------------ | ------------------------------ |
| 1.           | 1.           | "Pink Flamingo"       | 3. lipnja 2022.                | 22. ožujka 2023.               |
| 2.           | 2.           | "Queen of Hearts"     | 3. lipnja 2022.                | 29. ožujka 2023.               |
| 3.           | 3.           | "Yeehaw Cowgirl"      | 10. lipnja 2022.               | 5. travnja 2023.               |
| 4.           | 4.           | "Atomic Bombshell"    | 17. lipnja 2022.               | 12. travnja 2023.              |
| 5.           | 5.           | "Flower Power"        | 24. lipnja 2022.               | 19. travnja 2023.              |
| 6.           | 6.           | "Malibu Barbara"      | 1. srpnja 2022.                | 26. travnja 2023.              |
| 7.           | 7.           | "Oh Honeymoon"        | 8. srpnja 2022.                | 3. svibnja 2023.               |
| 8.           | 8.           | "Pride Grand Opening" | 15. srpnja 2022.               | 10. svibnja 2023.              |

## Vanjske poveznice
- Službena stranica
- Službena stranica na Instagramu